# Mynes schencki
Mynes schencki är en fjärilsart som beskrevs av Otto Staudinger 1887. Mynes schencki ingår i släktet Mynes och familjen praktfjärilar. Inga underarter finns listade i Catalogue of Life.